# Tarsonops systematicus
Espèce
Tarsonops systematicus est une espèce d'araignées aranéomorphes de la famille des Caponiidae.

## Distribution
Cette espèce se rencontre au Mexique au Sonora et aux États-Unis en Californie, en Arizona et au Texas.

## Description
La femelle holotype mesure 3 mm.

## Publication originale
- Chamberlin, 1924 : The spider fauna of the shores and islands of the Gulf of California. Proceedings of the California Academy of Sciences, sér. 4, vol. 12, p. 561-694 (texte intégral).